# Дуоп Рит
Дуоп Томас Рит (енгл. Duop Thomas Reath; Ват, 26. јун 1996) аустралијско-јужносудански је кошаркаш. Игра на позицијама крилног центра и центра, а тренутно наступа за Портланд трејлблејзерсе.

## Каријера
Рит је првобитно (од 2014. до 2016. године) студирао на Ли колеџу у тексашком граду Бејтауну. Од 2016. до 2018. године похађао је Државни универзитет Луизијане. За ЛСУ тајгерсе уписао је 64 наступа, а просечно је по утакмици бележио 12,3 поена, 5,8 скокова и 1,2 блокаде. На НБА драфту 2018. није изабран.
Дана 1. августа 2018. потписао је трогодишњи уговор са ФМП-ом.  Након две сезоне у екипи ФМП-а, Рит је 1. августа 2020. потписао уговор са Црвеном звездом.

## Успеси

### Клупски
- Црвена звезда:
  - Првенство Србије (1): 2020/21.
  - Јадранска лига (1): 2020/21.

### Репрезентативни
- Олимпијске игре:  2020.